# Scapteromys tumidus
Scapteromys tumidus är en däggdjursart som först beskrevs av Waterhouse 1837.  Scapteromys tumidus ingår i släktet Scapteromys och familjen hamsterartade gnagare. IUCN kategoriserar arten globalt som livskraftig. Inga underarter finns listade i Catalogue of Life.
Denna gnagare förekommer i Uruguay, södra Brasilien, östra Paraguay och nordöstra Argentina. Habitatet utgörs av gräsmarker och marskland som ibland översvämmas. Därför lever arten delvis i vattnet. Före ungarnas födelse skapas en grop i marken.
Vuxna individer blir 15,0 till 19,5 cm långa (huvud och bål), har en 13,3 till 17,6 cm lång svans och väger 50 till 165 g. Bakfötterna är 3,6 till 4,5 cm långa och öronen är 2,0 till 2,9 cm stora. Ovansidan är täckt av brunaktig päls och undersidans päls är elfenbensfärgad. Arten har en diploid kromosomuppsättning med 24 kromosomer (2n=24).
Scapteromys tumidus äter främst skalbaggar och andra insekter. Honor föder vanligen under våren eller sommaren en eller två ungar per kull. Individerna är främst aktiva mellan skymningen och gryningen. När många exemplar lever i en begränsad region kan ungdjur vara dagaktiva. Artens klor skulle vara lämpliga för att gräva i marken och för att skära av låga växtdelar. Däremot använder Scapteromys tumidus helst stigar som skapades av andra gnagare.